# Streifenkopftangaren
Die Streifenkopftangaren (Spindalis) sind eine Gattung aus der Ordnung der Sperlingsvögel (Passeriformes). Sie galten früher als Vertreter der Tangaren (Thraupidae), werden jedoch seit 2013 als eigenständige Familie Spindalidae aufgefasst. Die vier bekannten Arten kommen in der Karibik vor und sind Standvögel.

## Merkmale

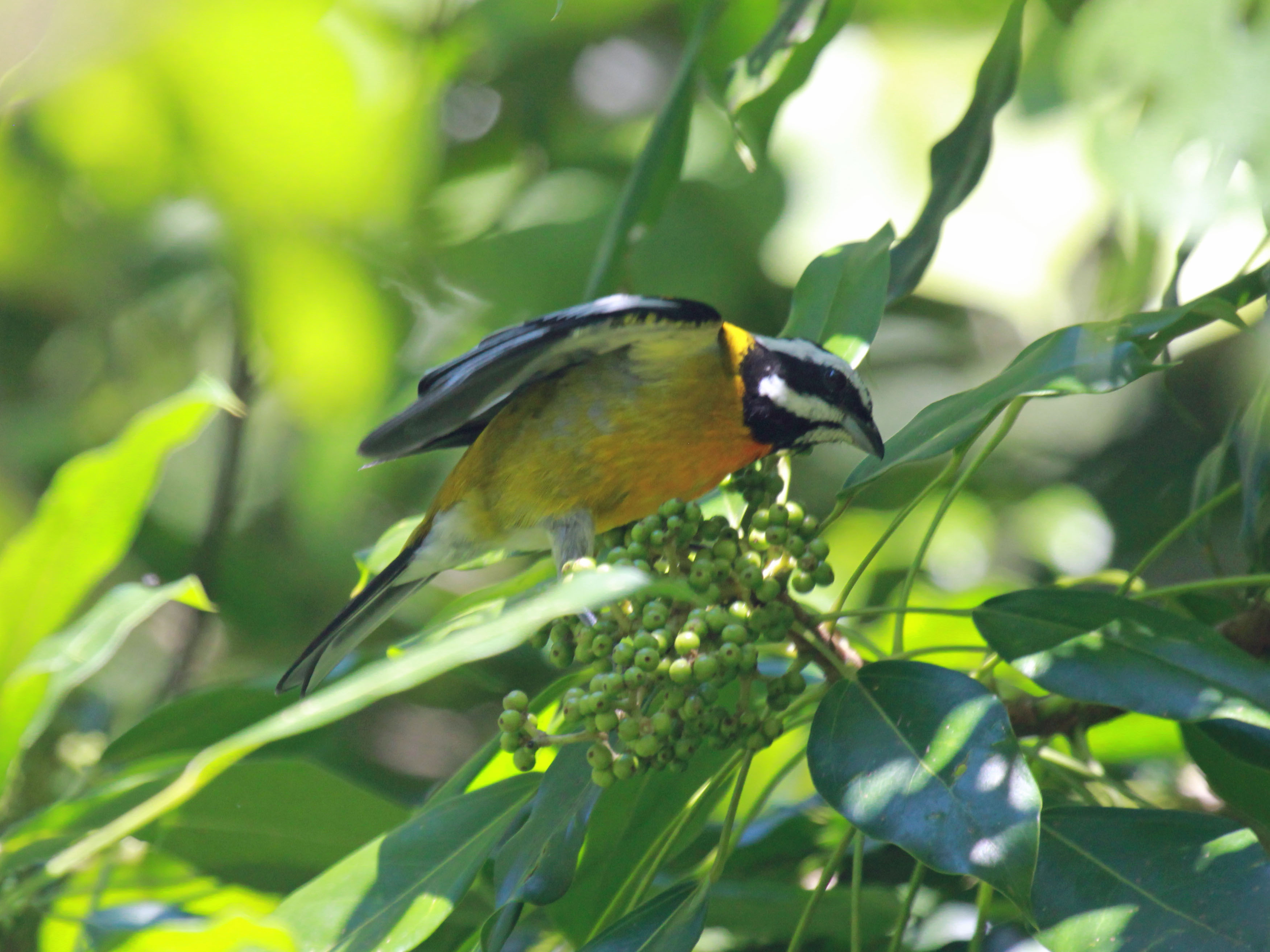
Jamaika-Streifenkopftangare (Spindalis nigricephala)

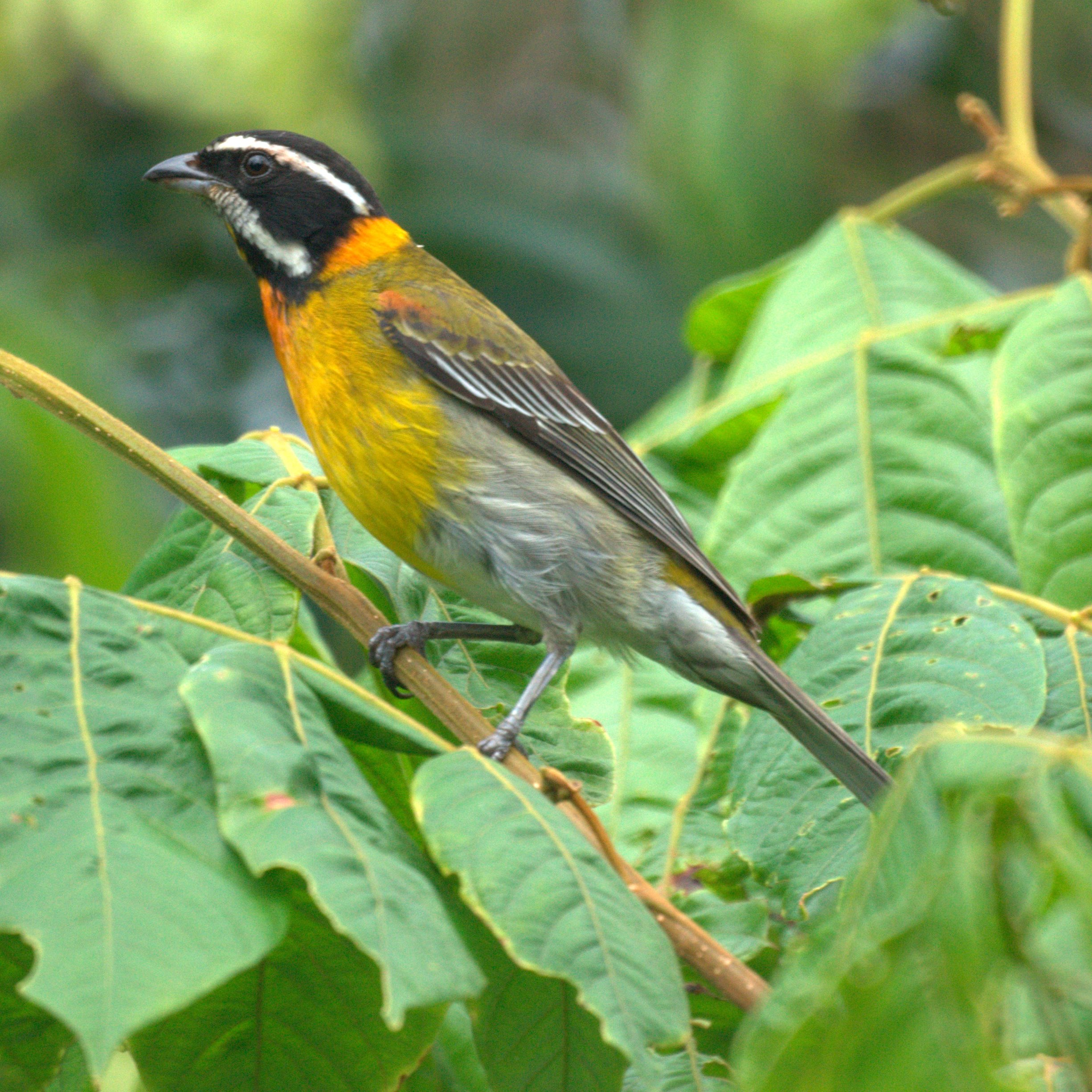
Puerto-Rico-Streifenkopftangare (Spindalis portoricensis)

Die mittelgroßen Streifenkopftangeren erreichen Körperlängen von 15 bis 18 cm. Die Körperform ist zylindrisch-eiförmig. Der Kopf ist mittelgroß und der Hals ist mittellang und dick. Der kurze Schnabel ist robust und scharf. Flügel und Schwanz sind mittellang. Beine und Füße sind kurz und robust. Die Männchen haben einen auffallend schwarz-weiß gemusterten Kopf mit einem breiten weißen Streifen über den Augen und einem weiteren an den Wangen. Nacken, Hals, Brust und Bauch sind orange, gelb oder rötlich. Die Weibchen sind allgemein stumpf olivgrün.

## Arten
Folgende Arten werden unterschieden:
- Kuba-Streifenkopftangare (Spindalis zena)
- Jamaika-Streifenkopftangare (Spindalis nigricephala)
- Puerto-Rico-Streifenkopftangare (Spindalis portoricensis)
- Hispaniola-Streifenkopftangare (Spindalis dominicensis)

## Systematik
Die Streifenkopftangaren gehören zu den Singvögeln mit neun sichtbaren Handschwingenfedern, die in der Neuen Welt verbreitet sind. Wie bei mehreren anderen in den 2010er Jahren neuaufgestellten Familien, die traditionell als Teil der großen, diversen Tangarenfamilie innerhalb der Überfamilie Passeroidea betrachtet wurden, ergab eine molekulargenetische Studie, dass die Streifenkopftangaren eine Klade mit anderen tanagarenähnlichen Vögeln aus der Karibik bilden. F. Keith Barker, Kevin J. Burns, John Klicka, Scott M. Lanyon und Irby Lovette stellten daher im Jahr 2013 die neue Familie Spindalidae auf und klassifizierten die ebenfalls neuaufgestellte Familie Nesospingidae mit der Puerto-Rico-Tangare (Nesospingus speculiferus) als einziger Art, als Schwestergruppe. Beide Familien bilden die Schwestergruppe einer weiteren karibischen Familie, den Palmtangaren (Phaenicophilidae).
Historisch bestand die Gattung aus einer einzigen polytypischen Art, Spindalis zena mit den acht Unterarten S. z. townsendi und S. z. zena von den Bahamas, S. z. pretrei von Kuba, S. z. salvini von Grand Cayman, S. z. dominicensis von Hispaniola und  Île de la Gonâve, S. z. portoricensis von Puerto Rico, S. z. nigricephala von Jamaika und S. z. benedicti von Cozumel. Im Jahr 1997 wurden drei der Unterarten (portoricensis, dominicensis und nigricephala) aufgrund von Unterschieden hinsichtlich der Morphologie und der Lautäußerungen in den Artstatus erhoben. Spindalis zena blieb eine polytypische Art mit den fünf anerkannten Unterarten S. z. pretrei, S. z. salvini, S. z. benedicti, S. z. townsendi und S. z. zena.

## Lebensraum
Streifenkopftangaren bewohnen die unterschiedlichsten Lebensräume, darunter buschiger Sekundärbewuchs, offenes Waldland, Bergwälder und Plantagen.

## Nahrungsverhalten
Streifenkopftangaren sind vornehmlich Fruchtfresser und ernähren sich insbesondere von Beeren. Weitere Nahrungsbestandteile umfassen Blätter, Knospen, Insekten und anderen Wirbellose. Die Streifenkopftangaren gehen in allen Vegetationsebenen auf Nahrungssuche.